# تام فورد اس‌ای
تام فورد اس‌ای (انگلیسی: Tom Ford) شرکت پوشاک آمریکایی است، که در سال ۲۰۰۵ توسط تام فورد تأسیس شد.